# Долговой кризис
Долговой кризис — это общий термин для ситуации, когда государственный долг существенно растёт, по отношению к налоговым доходам, он часто применяется к странам Латинской Америки 1980-х, и к США и Европейскому Союзу с середины 2000-х годов.

## Текущие и недавние кризисы долга

### Европа
- Европейский долговой кризис
- Долговой кризис в Греции
- Ирландский финансовый кризис
- Португальский экономический кризис

### Латинская Америка
- Аргентинская реструктуризация долгов
- Латиноамериканский долговой кризис

### Северная Америка
- Потолок федерального долга и возможность дефолта США (2011)